# Gyeplabda a 2000. évi nyári olimpiai játékokon
A 2000. évi nyári olimpiai játékokon a gyeplabdatornákat szeptember 16. és 30. között rendezték. A férfi tornán 12, a női tornán 10 válogatott szerepelt.

## Éremtáblázat
(A rendező ország csapata eltérő háttérszínnel, az egyes számoszlopok legmagasabb értéke vagy értékei vastagítással kiemelve.)
| A 2000. évi nyári olimpiai játékok éremtáblázata gyeplabdában | A 2000. évi nyári olimpiai játékok éremtáblázata gyeplabdában | A 2000. évi nyári olimpiai játékok éremtáblázata gyeplabdában | A 2000. évi nyári olimpiai játékok éremtáblázata gyeplabdában | A 2000. évi nyári olimpiai játékok éremtáblázata gyeplabdában | Olimpia  |
| ------------------------------------------------------------- | ------------------------------------------------------------- | ------------------------------------------------------------- | ------------------------------------------------------------- | ------------------------------------------------------------- | -------- |
|                                                               | Ország                                                        | Arany                                                         | Ezüst                                                         | Bronz                                                         | Összesen |
| 1.                                                            | Ausztrália (AUS)                                              | 1                                                             | 0                                                             | 1                                                             | 2        |
|                                                               | Hollandia (NED)                                               | 1                                                             | 0                                                             | 1                                                             | 2        |
|                                                               |                                                               |                                                               |                                                               |                                                               |          |
| 3.                                                            | Argentína (ARG)                                               | 0                                                             | 1                                                             | 0                                                             | 1        |
|                                                               | Dél-Korea (KOR)                                               | 0                                                             | 1                                                             | 0                                                             | 1        |
|                                                               |                                                               |                                                               |                                                               |                                                               |          |
| Összesen                                                      | Összesen                                                      | 2                                                             | 2                                                             | 2                                                             | 6        |

## Érmesek

### Férfi torna
| A 2000. évi nyári olimpiai játékok érmesei férfi gyeplabdában | A 2000. évi nyári olimpiai játékok érmesei férfi gyeplabdában | A 2000. évi nyári olimpiai játékok érmesei férfi gyeplabdában | A 2000. évi nyári olimpiai játékok érmesei férfi gyeplabdában |
| --- | --- | --- | ------------------------------------------------------------- |
| Arany | Ezüst | Bronz |                                                               |
| Hollandia (NED) | Dél-Korea (KOR) | Ausztrália (AUS) |                                                               |
| Jacques Brinkman Jaap Derk Buma Teun de Nooijer Jeroen Delmeé Marten Eikelboom Piet-Hein Geeris Ronald Jansen Erik Jazet Bram Lomans Sander van der Weide Wouter van Pelt Diederik van Weel Remco van Wijk Stephan Veen Guus Vogels Peter Wind Maurits Hendriks (Vezetőedző) | Csi Szonghvan Cson Dzsonggvon Cson Dzsongha Han Hjongbe Hvang Dzsonghjon Im Dzsongcshon Im Dzsongu Jo Ungon Kang Gonuk Kim Cshonghvan Kim Dzsongcshol Kim Gjongszok Kim Jongbe Kim Jun Szo Dzsongho Szong Szongthe Kim Szangljul (Vezetőedző) | Michael Brennan Adam Commens Stephen Davies Damon Diletti Lachlan Dreher Jason Duff Troy Elder James Elmer Paul Gaudoin Stephen Holt Brent Livermore Daniel Sproule Jay Stacy Craig Victory Matthew Wells Michael York Terry Walsh (Vezetőedző) |                                                               |

### Női torna
| A 2000. évi nyári olimpiai játékok érmesei női gyeplabdában | A 2000. évi nyári olimpiai játékok érmesei női gyeplabdában | A 2000. évi nyári olimpiai játékok érmesei női gyeplabdában | A 2000. évi nyári olimpiai játékok érmesei női gyeplabdában |
| --- | --- | --- | ----------------------------------------------------------- |
| Arany | Ezüst | Bronz |                                                             |
| Ausztrália (AUS) | Argentína (ARG) | Hollandia (NED) |                                                             |
| Kate Allen Alyson Annan Lisa Carruthers Renita Garrard Juliet Haslam Rechelle Hawkes Nikki Hudson Rachel Imison Clover Maitland Claire Mitchell-Taverner Jenny Morris Alison Peek Katrina Powell Angie Skirving Kate Starre Julie Towers Ric Charlesworth (Vezetőedző) | Magdalena Aicega Mariela Antoniska Inés Arrondo Luciana Aymar Paz Ferrari Annabel Gambero Agustina Garcia María de la Plaz Hernandez Laura Maiztegui Mercedes Margalot Karina Masotta Vanina Oneto Jorgelina Rimoldi Cecilia Rognoni Ayelén Stepnik Paola Vukojicic Sergio Vigil (Vezetőedző) | Minke Booij Ageeth Boomgaardt Julie Deiters Mijntje Donners Fátima Moreira de Melo Clarinda Sinnige Hanneke Smabers Minke Smabers Margje Teeuwen Carole Thate Daphne Touw Fleur van de Kieft Dillianne van den Boogaard Macha van der Vaart Susan van der Wielen Myrna Veenstra Tom van 't Hek (Vezetőedző) |                                                             |